# 暗黑街的對決
暗黑街的對決（あんこくがいのたいけつ）是一部於1960年的日本動作片，本片由巨星三船敏郎和鶴田浩二兩人為故事主角，原作為大藪春彦。

## 劇情概要
本片敘述一個貪污職守的刑警—藤丘三郎，到荒神市去調查當地的小塚組和大岡組兩個暴力集團，在當中結識了村山鐵雄，兩人成為好友，而藤丘是否能夠和村山志同道合，打敗大岡組和小塚組呢？

## 演員列表
- 藤丘三郎：三船敏郎
- 村山鐵雄：鶴田浩二
- 莎莉：司葉子
- 天堂進：平田昭彥
- 杉野：米基·柯堤斯
- 三宅警官：夏木陽介
- 大岡久三郎：河津清三郎
- 小塚音吉：田崎潤
- 彌太：佐藤允
- 市野：天本英世
- 柴田：中丸忠雄